# Монтегротто-Терме
Монтегротто-Терме (итал. Montegrotto Terme) — коммуна в Италии, располагается в провинции Падуя области Венеция.
Население составляет 10 315 человек, плотность населения составляет 688 чел./км². Занимает площадь 15 км². Почтовый индекс — 35036. Телефонный код — 049.
Покровителем коммуны почитается святой апостол Пётр, празднование 29 июня.
В Монтегротто-Терме, в отеле Милле Пини, находится самый глубокий бассейн в мире - Y-40. 5 июня 2014 года бассейн Y-40 был внесён в Книгу рекордов Гиннесса.

## Города-побратимы
Монтегротто-Терме имеет отношения со следующими городами:
- Алахуэла, Коста-Рика (2005)
- Бэйле-Еркулане, Румыния (2004)
- Береттьоуйфалу, Венгрия
- Бордано, Италия
- Мейсон-Сити, США (2004)
- Мостар, Босния и Герцеговина (2000)[2]
- Термас-де-Рио-Гондо, Аргентина (2005)